# Опричник (клипер, 1880)
Опричник — русский парусно-винтовой клипер (крейсер 2-го ранга) четвёртой серии (типа «Крейсер»). Построен на Балтийском заводе в Санкт-Петербурге под наблюдением подполковника Н. А. Самойлова. Единственный из кораблей серии оборудован двумя бортовыми спонсонами для размещения орудий главного калибра.

## История службы
- Конец 1880 — Ушел в Средиземное море. Пробиваясь сквозь льды при переходе из Кронштадта в Ревель серьёзно повредил корпус, в результате чего на три месяца встал на ремонт в доке Гавра.

Клипер «Опричник» был послан в Средиземное море в октябре 1880 г. не вполне готовым: пробивая лед около Кронштадта, он не только ободрал обшивку, но и расшатал свой легкий корпус; на переходе до Кале он все время давал большую течь и явился в Гавр совершенным инвалидом; при осмотре клипера в доке оказалось, что у него сильно поврежден корпус (переломился продольный стрингер у бимсов жилой палубы и один из шпангоутов дал трещину) и что у него не проконопачены палубы.— Биография.ру
- Май 1881 — Пришёл в Неаполь, но по причине вновь открывшейся течи корпуса вынужден был вернуться в Кронштадт.
- Сентябрь 1881 — Встал на ремонт.
- 19 мая 1883 — Вышел из Ревеля, направляясь в Тихий океан.
- Февраль 1884 — В связи с обострением обстановки в Китае направлен стационером к острову Чусан, где провел демонстрационные артиллерийские стрельбы по щитам для губернатора острова и его приближенных. Паровой катер продемонстрировал минную атаку со взрывом мины.
- 1885 — Занимался описанием восточного берега острова Сахалин от м. Поворотный до м. Беллинсгаузена.
- 1885 — В составе отряда контр-адмирала А. Е. Кроуна пришёл в Иокогаму, где участвовал в столкновении с английским отрядом под командованием командира броненосца «Агамемнон» капитана Сэмюэля Лонга.
- 1886 — Вернулся на Балтику и вошёл в состав Практической эскадры.
- Июль 1890 — Во время манёвров флота на Балтике попал в ураган, в результате которого потерял оба якоря, но капитан Герарди без лоцмана смог ночью вывести корабль из шхер в открытое море.
- 30 октября 1897 — Переведен в разряд учебных судов и приписали к водолазной школе.
- 5 января 1906 — Приказом № 5 сдан в порт.
- Июль 1907 — Исключен из списков флота.

## Командный состав

### Командиры
- ??.??.1880—??.??.1880 капитан 2-го ранга Семечкин, Леонид Павлович
- ??.??.1880—??.??.1885 капитан 2-го ранга Ивашинцов, Василий Фёдорович
- ??.??.188?—??.??.188? капитан 2-го ранга Пущин, Пётр Иванович[1]
- ??.??.1885—??.??.1886 капитан 2-го ранга Гессен, Фёдор Егорович
- 26.05.1886—30.08.1890 капитан 2-го ранга (с 26.05.1886 капитан 1-го ранга) Герарди, Матвей Константинович
- ??.??.1890—??.??.1892 капитан 2-го ранга Елагин, Иван Николаевич
- 01.01.1893—??.??.1895 капитан 2-го ранга Трувелер, Николай Ричардович
- ??.??.1895—11.09.1895 капитан 2-го ранга Броницкий, Митрофан Александрович
- 11.09.1895—??.??.1897 капитан 2-го ранга Вильгельмс, Альфред Карлович
- ??.??.1897—17.11.1897 капитан 2-го ранга Лебедев, Иван Николаевич
- 17.11.1897—??.??.1904 капитан 2-го ранга Кононов, Анатолий Алексеевич

### Старшие офицеры
- ??.??.1882—??.??.1884 лейтенант А. А. Ирецкой

### Служили на корабле
- Варнек, Александр Иванович
- Македонский, Павел Павлович